# Periclimenes hongkongensis
Periclimenes hongkongensis är en kräftdjursart som beskrevs av Bruce 1969. Periclimenes hongkongensis ingår i släktet Periclimenes och familjen Palaemonidae. Inga underarter finns listade i Catalogue of Life.